# Tresteg för herrar i friidrott vid olympiska sommarspelen 1992
Tresteg för herrar vid olympiska sommarspelen 1992 i Barcelona avgjordes 1-3 augusti. 

## Medaljörer
| Gren    | Guld              | Guld           | Silver                 | Silver  | Brons                      | Brons   |
| Tresteg | Mike Conley · USA | 18,17 m (vind) | Charles Simpkins · USA | 17,60 m | Frank Rutherford · Bahamas | 17,36 m |

## Resultat

### Kval

#### Grupp A
| Placering | Totalt | Idrottare                     | Försök | Försök | Försök | Resultat | Noteringar |
| Placering | Totalt | Idrottare                     | 1      | 2      | 3      | Resultat | Noteringar |
| --------- | ------ | ----------------------------- | ------ | ------ | ------ | -------- | ---------- |
| 1         | 2      | Frank Rutherford (BAH)        | X      | 16.96  | 17.28  | 17.28 m  |            |
| 2         | 5      | Leonid Volosjin (EUN)         | 17.21  | —      | —      | 17.21 m  |            |
| 3         | 7      | Charles Simpkins (USA)        | 16.41  | 16.59  | 17.05  | 17.05 m  |            |
| 4         | 10     | Aleksandr Kovalenko (EUN)     | X      | 16.93  | X      | 16.93 m  |            |
| 5         | 11     | Eugeniusz Bedeniczuk (POL)    | X      | 16.92  | X      | 16.92 m  |            |
| 6         | 14     | Toussaint Rabenala (MAD)      | 16.45  | 16.58  | 16.84  | 16.84 m  |            |
| 7         | 19     | Georges Sainte-Rose (FRA)     | 16.25  | 16.50  | 16.17  | 16.50 m  |            |
| 8         | 20     | Serge Hélan (FRA)             | 16.27  | 16.23  | 16.47  | 16.47 m  |            |
| 9         | 21     | Khristo Markov (BUL)          | X      | X      | 16.46  | 16.46 m  |            |
| 10        | 23     | Lotfi Khaïda (ALG)            | 16.31  | 16.30  | X      | 16.31 m  |            |
| 11        | 25     | John Tillman (USA)            | 16.22  | X      | X      | 16.22 m  |            |
| 12        | 28     | Santiago Moreno (ESP)         | 15.71  | 16.04  | 16.04  | 16.04 m  |            |
| 13        | 30     | Norifumi Yamashita (JPN)      | X      | 15.51  | 15.97  | 15.97 m  |            |
| 14        | 31     | Ndabezinhle Mdhlongwa (ZIM)   | X      | X      | 15.96  | 15.96 m  |            |
| 15        | 32     | Alvin Haynes (BAR)            | X      | 15.93  | 15.64  | 15.93 m  |            |
| 16        | 35     | Jonathan Edwards (GBR)        | X      | 15.76  | 15.06  | 15.76 m  |            |
| 17        | 36     | Chen Yanping (CHN)            | 15.66  | 15.48  | X      | 15.66 m  |            |
| 18        | 37     | Tord Henriksson (SWE)         | 14.48  | 15.30  | 15.66  | 15.66 m  |            |
| 19        | 38     | Jorge Luis Teixeira (BRA)     | 15.64  | 15.50  | X      | 15.64 m  |            |
| 20        | 40     | António Dias dos Santos (ANG) | 15.48  | 15.41  | 15.38  | 15.48 m  |            |
| 21        | 41     | Khan Banaras (PAK)            | X      | X      | 15.37  | 15.37 m  |            |
| —         | —      | Oral O'Gilvie (CAN)           | X      | X      | X      | NM       |            |
| —         | —      | Galin Georgiev (BUL)          | X      | X      | —      | DNF      |            |
| —         | —      | Francis Dodoo (GHA)           | X      | —      | —      | DNF      |            |

#### Grupp B
| Placering | Totalt | Idrottare                 | Försök | Försök | Försök | Resultat | Noteringar |
| Placering | Totalt | Idrottare                 | 1      | 2      | 3      | Resultat | Noteringar |
| --------- | ------ | ------------------------- | ------ | ------ | ------ | -------- | ---------- |
| 1         | 1      | Pierre Camara (FRA)       | X      | 16.58  | 17.34  | 17.34 m  |            |
| 2         | 3      | Mike Conley (USA)         | 17.23  | —      | —      | 17.23 m  |            |
| 3         | 4      | Yoelvis Quesada (CUB)     | 16.93  | 16.90  | 17.21  | 17.21 m  |            |
| 4         | 6      | Brian Wellman (BER)       | 16.26  | 16.69  | 17.16  | 17.16 m  |            |
| 5         | 8      | Zou Sixin (CHN)           | 17.07  | —      | —      | 17.07 m  |            |
| 6         | 9      | Māris Bružiks (LAT)       | 16.94  | X      | X      | 16.94 m  |            |
| 7         | 12     | Vasilij Sokov (EUN)       | 16.91  | 13.52  | X      | 16.91 m  |            |
| 8         | 13     | Ralf Jaros (GER)          | 16.89  | X      | X      | 16.89 m  |            |
| 9         | 15     | Milan Mikuláš (TCH)       | X      | X      | 16.82  | 16.82 m  |            |
| 10        | 16     | Marsoq Al-Yoha (KUW)      | 16.44  | 16.75  | X      | 16.75 m  | NR         |
| 11        | 17     | Wendell Lawrence (BAH)    | 14.57  | 16.53  | 16.70  | 16.70 m  |            |
| 12        | 18     | Francis Agyepong (GBR)    | X      | 16.55  | X      | 16.55 m  |            |
| 13        | 22     | Paul Nioze (SEY)          | 16.32  | 15.86  | 15.66  | 16.23 m  |            |
| 14        | 24     | Rogel Nachum (ISR)        | 16.13  | 16.23  | —      | 16.23 m  |            |
| 15        | 26     | Julian Golley (GBR)       | 16.16  | 16.18  | X      | 16.18 m  |            |
| 16        | 27     | Sydney Mdluli (SWZ)       | 15.78  | 16.07  | 16.18  | 16.18 m  | NR         |
| 17        | 29     | Anísio Silva (BRA)        | 16.03  | X      | X      | 16.03 m  |            |
| 18        | 33     | Norbert Elliot (BAH)      | X      | X      | 15.85  | 15.85 m  |            |
| 19        | 34     | Andrzej Grabarczyk (POL)  | X      | 15.79  | 15.52  | 15.79 m  |            |
| 20        | 39     | Marios Hadjiandreou (CYP) | 15.64  | 15.32  | —      | 15.64 m  |            |
| 21        | 42     | Luis Flores (HON)         | 15.08  | 13.88  | 14.52  | 15.08 m  |            |
| 22        | 43     | Nikolay Raev (BUL)        | X      | 14.67  | —      | 14.67 m  |            |
| 23        | 44     | Elston Shaw (BIZ)         | X      | 13.13  | 13.56  | 13.56 m  |            |

### Final
| Placering | Idrottare                  | Försök | Försök | Försök | Försök | Försök | Försök | Resultat | Noteringar |
| Placering | Idrottare                  | 1      | 2      | 3      | 4      | 5      | 6      | Resultat | Noteringar |
| --------- | -------------------------- | ------ | ------ | ------ | ------ | ------ | ------ | -------- | ---------- |
| 1         | Mike Conley (USA)          | 16.82  | 17.63  | 17.19  | 17.54  | X      | 18.17  | 18.17 m  |            |
| 2         | Charles Simpkins (USA)     | 16.87  | 16.66  | X      | 16.74  | 17.29  | 17.60  | 17.60 m  |            |
| 3         | Frank Rutherford (BAH)     | 16.75  | 17.36  | 17.36  | 17.16  | 16.33  | X      | 17.36 m  |            |
| 4         | Leonid Volosjin (EUN)      | 17.32  | 17.24  | X      | X      | 17.32  | 16.82  | 17.32 m  |            |
| 5         | Brian Wellman (BER)        | 16.98  | 17.24  | 16.99  | X      | X      | X      | 17.24 m  |            |
| 6         | Yoelbi Quesada (CUB)       | 17.15  | 16.75  | 17.05  | X      | 17.04  | 17.18  | 17.18 m  |            |
| 7         | Aleksandr Kovalenko (EUN)  | 16.84  | 16.92  | X      | 16.78  | 17.06  | X      | 17.06 m  |            |
| 8         | Zou Sixin (CHN)            | X      | 17.00  | X      | X      | —      | —      | 17.00 m  |            |
|           |                            |        |        |        |        |        |        |          |            |
| 9         | Vasiliy Sokov (EUN)        | 16.86  | 15.84  | X      |        |        |        | 16.86 m  |            |
| 10        | Māris Bružiks (LAT)        | 16.56  | X      | 16.80  |        |        |        | 16.80 m  |            |
| 11        | Pierre Camara (FRA)        | 16.52  | X      | 14.48  |        |        |        | 16.52 m  |            |
| 12        | Eugeniusz Bedeniczuk (POL) | 16.23  | X      | 16.15  |        |        |        | 16.23 m  |            |